# Anthophora tricolor
Anthophora tricolor är en biart som först beskrevs av Fabricius 1775.  Anthophora tricolor ingår i släktet pälsbin, och familjen långtungebin. Inga underarter finns listade i Catalogue of Life.

## Bildgalleri

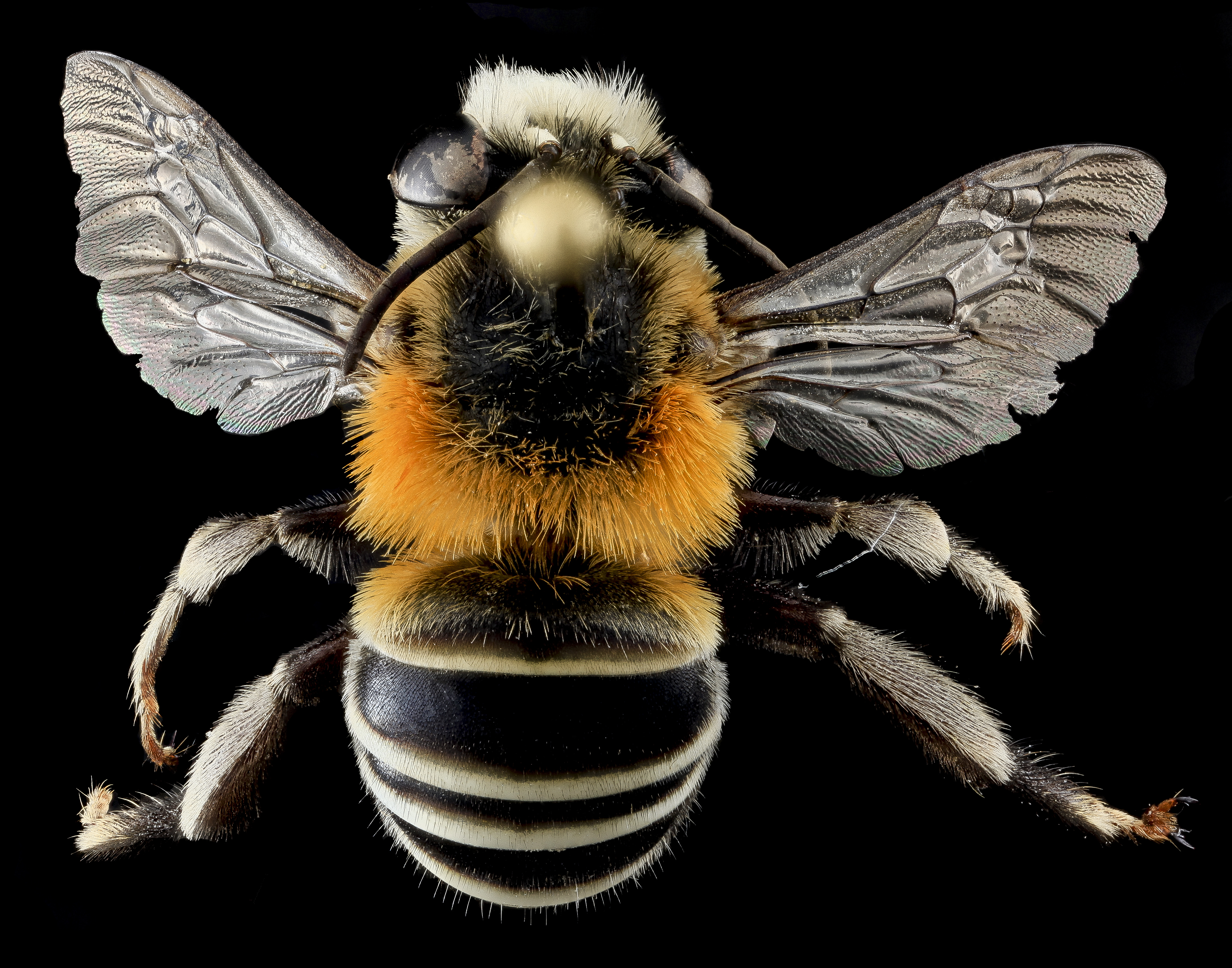
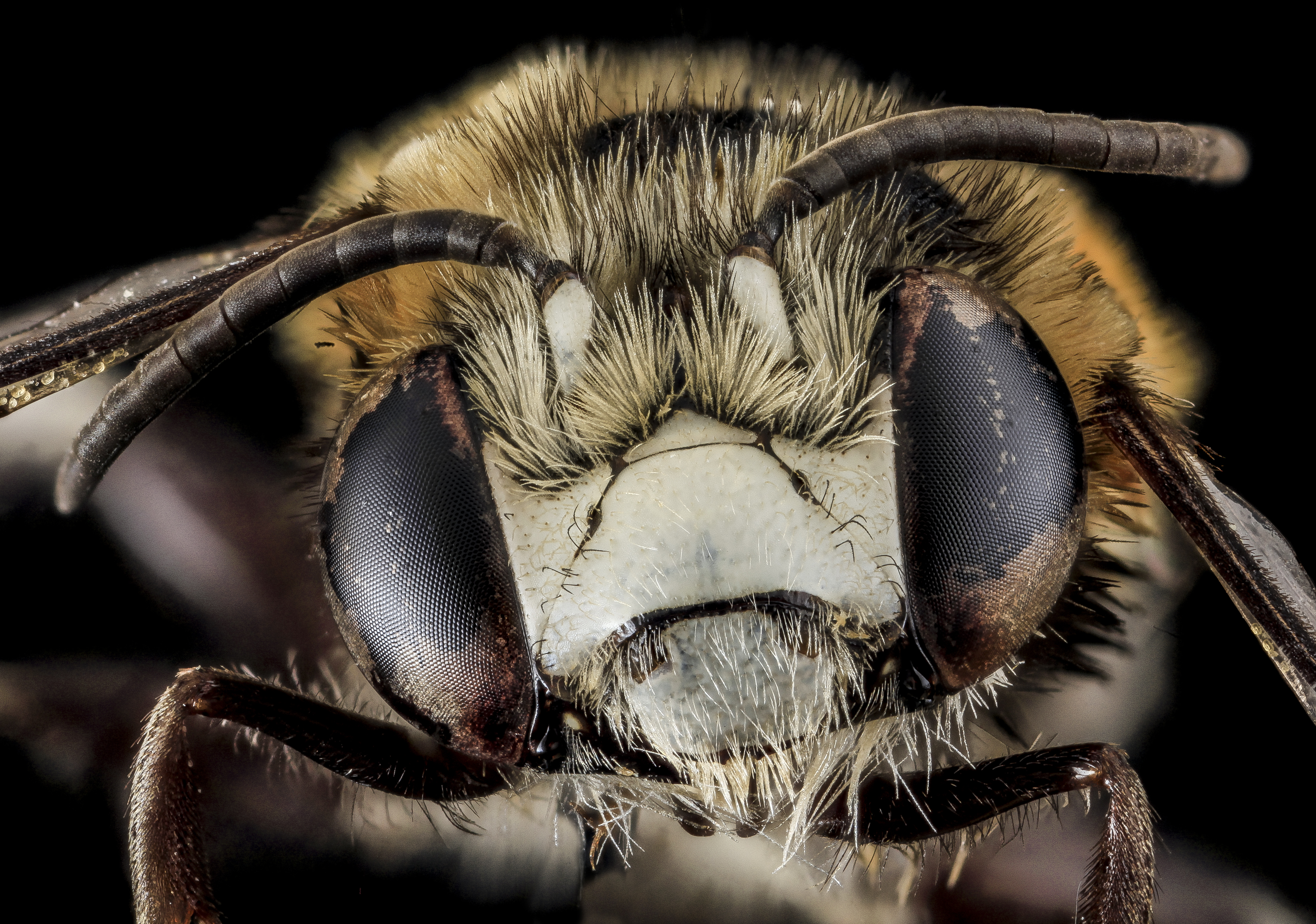
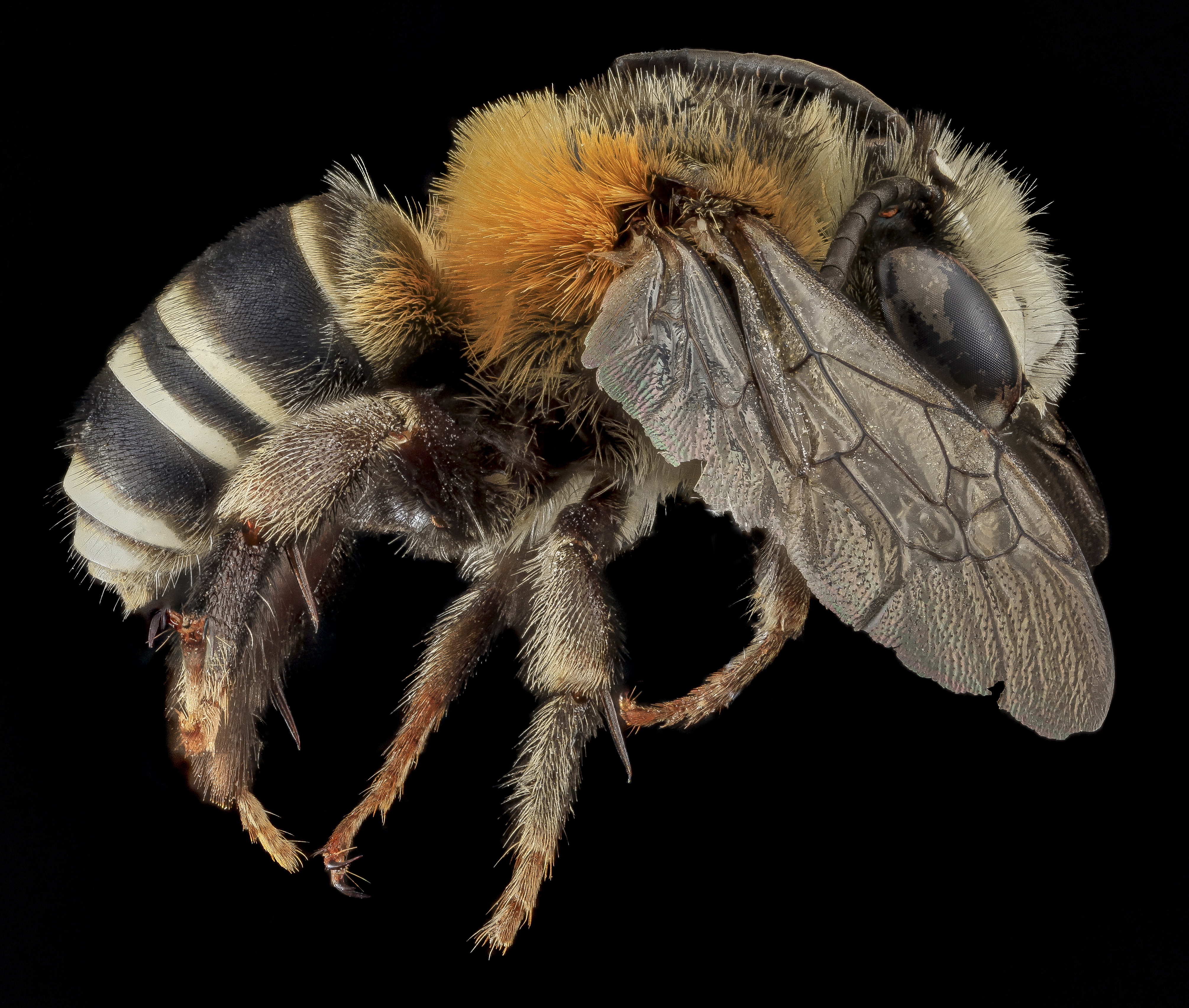